# 그란디 급수
수학에서 무한급수 1 − 1 + 1 − 1 + ⋯는 다음과 같이도 표기된다.
{\displaystyle \sum _{n=0}^{\infty }(-1)^{n}}
이것은 1703년 이 급수에 대한 기억에 남을 만한 연구를 한 이탈리아의 수학자, 철학자, 사제 귀도 그란디의 이름을 따서 때때로 그란디 급수(Grandi's series)라고 불린다. 이 급수는 발산 급수이며, 이는 급수의 부분합 수열이 수렴하지 않는다는 것을 의미한다.
그러나 이 급수는 발산하지만, 수학적으로 흥미로운 여러 결과를 도출하도록 조작될 수 있다. 예를 들어, 많은 합 방법이 수학에서 발산 급수에도 수치 값을 할당하는 데 사용된다. 예를 들어, 이 급수의 체사로 합과 라마누잔 합은 모두 ⁠1/2⁠이다.

## 비엄격한 방법
급수
{\displaystyle 1-1+1-1+1-1+1-1+\ldots }
의 합을 찾는 한 가지 명확한 방법은 이 급수를 망원급수처럼 취급하여 그 자리에서 뺄셈을 수행하는 것이다.
{\displaystyle (1-1)+(1-1)+(1-1)+(1-1)+\ldots =0+0+0+0+\ldots =0.}
반면에, 비슷한 괄호 묶음 절차는 겉으로는 모순되는 결과로 이어진다.
{\displaystyle 1+(-1+1)+(-1+1)+(-1+1)+\ldots =1+0+0+0+\ldots =1.}
따라서 그란디 급수에 괄호를 다른 방식으로 적용함으로써 "값"으로 0 또는 1을 얻을 수 있다. 이는 조건부 수렴의 일반적인 문제와 밀접하게 관련되어 있으며, 아일렌베르크-마주르 사기라고 불리는 이 아이디어의 변형은 때때로 매듭 이론과 대수학에서 사용된다. 이 두 "값"의 평균을 취함으로써 급수가 ⁠1/2⁠로 수렴한다고 정당화할 수 있다.
그란디 급수를 발산 등비급수로 취급하고 수렴 등비급수를 평가하는 것과 동일한 대수적 방법을 사용하여 세 번째 값을 얻는다.
{\displaystyle {\begin{aligned}S&=1-1+1-1+\ldots ,{\text{ so}}\\1-S&=1-(1-1+1-1+\ldots )=1-1+1-1+\ldots =S\\1-S&=S\\1&=2S,\end{aligned}}}
결과적으로 {\displaystyle S=1/2}가 된다. 동일한 결론은 {\textstyle -S}를 계산하여 ( {\textstyle -S=(1-S)-1}에서), 그 결과를 {\displaystyle S}에서 빼고 {\displaystyle 2S=1}을 푸는 것으로부터도 나온다.
위의 조작은 급수의 합이 엄밀히 무엇을 의미하는지, 그리고 이 대수적 방법들이 발산 등비급수에 어떻게 적용될 수 있는지를 고려하지 않는다. 그럼에도 불구하고, 급수에 임의로 괄호를 묶을 수 있고, 급수로 연산을 수행할 수 있는 것이 중요하기 때문에, 두 가지 결론에 도달할 수 있다.
- 급수 1 − 1 + 1 − 1 + ...는 합이 없다.[1][2]
- ...하지만 그 합은 ⁠1/2⁠여야 한다.[2]

사실 이 두 진술은 19세기에 등장한 잘 정의된 수학적 개념만을 사용하여 정확하고 형식적으로 증명될 수 있다. 17세기 후반 유럽에서 미적분학이 도입된 이후, 그리고 현대 엄밀성이 도래하기 전, 이 답변들 사이의 긴장은 수학자들 사이의 "끝없는" 그리고 "격렬한" 논쟁으로 특징지어지는 것을 부채질했다.

## 등비급수와의 관계
구간 {\displaystyle (-1,1)}에 있는 임의의 숫자 {\displaystyle r}에 대해, 등비급수의 무한합은 다음과 같이 평가될 수 있다.
{\displaystyle \lim _{N\to \infty }\sum _{n=0}^{N}r^{n}=\sum _{n=0}^{\infty }r^{n}={\frac {1}{1-r}}.}
임의의 {\displaystyle \varepsilon \in (0,2)}에 대해 다음을 얻는다.
{\displaystyle \sum _{n=0}^{\infty }(-1+\varepsilon )^{n}={\frac {1}{1-(-1+\varepsilon )}}={\frac {1}{2-\varepsilon }},}
따라서 급수 평가의 극한 {\displaystyle \varepsilon \to 0}은 다음과 같다.
{\displaystyle \lim _{\varepsilon \to 0}\lim _{N\to \infty }\sum _{n=0}^{N}(-1+\varepsilon )^{n}={\frac {1}{2}}.}
그러나 앞서 언급했듯이, 극한을 바꿈으로써 얻어지는 급수,
{\displaystyle \lim _{N\to \infty }\lim _{\varepsilon \to 0}\sum _{n=0}^{N}(-1+\varepsilon )^{n}=\sum _{n=0}^{\infty }(-1)^{n}}
는 발산한다.
복소해석학의 용어로, ⁠1/2⁠는 복소수 단위 원판인 |z| < 1에서만 정의되는 급수 {\displaystyle \textstyle \sum _{n=0}^{N}z^{n}}의 해석적 연속에서 z = −1의 값으로 볼 수 있다.

## 발산
현대 수학에서 무한급수의 합은 존재한다면 그 부분합 수열의 수열의 극한으로 정의된다. 그란디 급수의 부분합 수열은 1, 0, 1, 0, ...이며, 이는 어떤 숫자에도 분명히 수렴하지 않는다 (비록 0과 1에 두 개의 집적점을 가지고 있기는 하지만). 따라서 그란디 급수는 발산 급수이다.
급수가 절대 수렴하지 않는 한, 개별 항을 재배열하는 등 겉보기에 무해해 보이는 많은 연산이 급수에서 유효하지 않다는 것을 보일 수 있다. 그렇지 않으면 이러한 연산은 합산 결과를 변경할 수 있다. 더욱이 그란디 급수의 항은 재배열되어 집적점을 0 또는 1뿐만 아니라 두 개 이상의 연속적인 정수 간격에 가질 수 있다. 예를 들어, 급수
{\displaystyle 1+1+1+1+1-1-1+1+1-1-1+1+1-1-1+1+1-\cdots }
(여기서 처음 다섯 개의 +1 항 이후에 항들은 +1과 −1 항의 쌍으로 교대하며 – +1과 −1의 무한성은 힐베르트 호텔의 역설에 의해 유한한 수의 1 또는 −1을 앞에 붙일 수 있게 한다)는 그란디 급수의 순열이며, 재배열된 급수의 각 값은 원래 급수에서 최대 네 칸 떨어져 있는 값에 해당한다. 이 급수의 집적점은 3, 4, 5이다.

## 교육

### 인지적 영향
1987년경, 안나 시에르핀스카는 바르샤바의 한 고등학교에서 17세 미적분학 전 학생들에게 그란디 급수를 소개했다. 그녀는 수학과 물리를 공부하는 동료 학생들보다 수학적 경험이 적을 것이라는 예상으로 인문학 학생들에게 초점을 맞췄고, 따라서 그들이 보이는 인식론적 장애물은 고등학생들에게 여전히 존재할 수 있는 장애물들을 더 잘 대표할 것이라고 보았다.
시에르핀스카는 처음에 학생들이 그란디 급수에 값을 할당하는 것을 주저할 것이라고 예상했으며, 그 시점에서 등비급수 공식의 결과로 1 − 1 + 1 − 1 + ··· = ⁠1/2⁠라고 주장함으로써 그들을 놀라게 할 수 있다고 생각했다. 이상적으로는 추론의 오류를 찾고 다양한 공비에 대한 공식을 조사함으로써 학생들이 "두 가지 종류의 급수가 있다는 것을 깨닫고 수렴에 대한 암묵적인 개념이 생겨날 것"이었다. 그러나 학생들은 1 − 1 + 1 − 1 + ··· = ⁠1/2⁠ 또는 심지어 1 + 2 + 4 + 8 + ⋯ = −1이라는 말을 들어도 전혀 놀라지 않았다. 시에르핀스카는 사전에 학생들의 반응이 라이프니츠와 그란디가 ⁠1/2⁠를 그럴듯한 결과로 생각했던 것을 감안하면 그리 놀랍지 않다고 언급했다.
"하지만 사후적으로는 학생들의 이러한 충격 부족에 대한 설명이 다소 다를 수 있다. 그들은 부조리를 침착하게 받아들였다. 왜냐하면 '수학은 완전히 추상적이고 현실과 거리가 멀다'고 생각했고, '이러한 수학적 변환으로 온갖 말도 안 되는 것을 증명할 수 있다'고 한 소년이 나중에 말했기 때문이다."
학생들은 결국 수렴 문제에 면역이 아니었다. 시에르핀스카는 다음 날 십진수 전개와 연결함으로써 그들을 문제에 참여시키는 데 성공했다. 0.999... = 1이 학생들을 놀라게 하자마자, 그녀의 나머지 자료는 "그들의 귀를 스쳐 지나갔다".

### 선입견
2000년경 이탈리아 트레비소에서 수행된 또 다른 연구에서, 과학 고등학교(Liceo Scientifico) 3학년 및 4학년 학생들(16세에서 18세 사이)에게 다음을 묻는 카드가 주어졌다.
"1703년에 수학자 귀도 그란디는 덧셈: 1 − 1 + 1 − 1 + ... (덧셈 항은 무한히 많으며 항상 +1과 –1이다)을 연구했습니다. 이에 대해 어떻게 생각하십니까?"
학생들은 무한 집합의 개념을 배웠지만, 무한급수에 대한 사전 경험은 없었다. 그들은 책이나 계산기 없이 10분 동안 시간을 받았다. 88개의 응답은 다음과 같이 분류되었다.
(26) 결과는 0이다
(18) 결과는 0 또는 1이 될 수 있다
(5) 결과는 존재하지 않는다
(4) 결과는 ⁠1/2⁠이다
(3) 결과는 1이다
(2) 결과는 무한대이다
(30) 무응답
연구원인 조르조 바니는 학생들 중 몇 명을 인터뷰하여 그들의 추론을 파악했다. 그들 중 16명은 그란디와 리카티와 유사한 논리를 사용하여 0이라는 답을 정당화했다. 다른 학생들은 ⁠1/2⁠를 0과 1의 평균으로 정당화했다. 바니는 그들의 추론이 라이프니츠와 유사하지만, 18세기 수학에 매우 중요했던 확률적 기반이 부족하다고 지적한다. 그는 응답이 역사적 발전과 개인적 발전 사이의 연관성과 일치한다고 결론짓지만, 문화적 맥락은 다르다.

### 전망
조엘 레만은 다른 합 개념들을 구별하는 과정을 개념적 균열 위에 다리를 놓는 것으로 묘사한다. 이 균열은 18세기 수학을 괴롭혔던 발산에 대한 혼란이다.
"급수는 일반적으로 역사 없이 그리고 응용과 분리되어 제시되기 때문에, 학생들은 '이것들은 무엇인가?'뿐만 아니라 '왜 이것을 하는가?'라고 궁금해해야 한다. 수렴성을 결정하는 데만 몰두하고 합은 결정하지 않는 것은 전체 과정을 많은 학생들과 강사들에게 인위적이고 무의미하게 보이게 한다."
그 결과, 많은 학생들이 오일러와 유사한 태도를 보인다.
"...자연적으로 발생하는 문제(즉, 자연에서 오는 문제)는 해결책이 있으므로, 결국 모든 것이 잘 될 것이라는 가정은 존재 증명의 필요 없이 실험적으로 정당화된다. 모든 것이 괜찮다고 가정하고, 도출된 해결책이 효과가 있다면, 아마도 당신이 옳았거나 적어도 충분히 옳았을 것이다. ... 그렇다면 숙제 문제에서만 나타나는 세부 사항에 왜 신경 써야 하는가?"
레만은 오일러의 그란디 급수 취급에 대해 장-샤를 칼레가 제기했던 동일한 예시로 이러한 반론에 대응할 것을 권고한다. 오일러는 합을 등비급수 {\displaystyle 1-x+x^{2}-x^{3}+\cdots =1/(1+x)}의 x = 1에서의 평가로 보았고, 합은 ⁠1/2⁠가 되었다. 그러나 칼레는 그란디 급수를 다른 급수인 {\displaystyle 1-x^{2}+x^{3}-x^{5}+x^{6}-\cdots ={\tfrac {1+x}{1+x+x^{2}}}}의 x = 1에서의 평가로 볼 수도 있다고 지적하며, 합은 ⁠2/3⁠이 된다. 레만은 직관적인 평가에서 이러한 상충되는 결과를 보는 것이 엄밀한 정의와 세부 사항에 대한 주의의 필요성을 동기 부여할 수 있다고 주장한다.

## 관련 문제
급수 1 − 2 + 3 − 4 + 5 − 6 + 7 − 8 + ... (무한대까지)도 발산하지만, 일부 방법은 이를 ⁠1/4⁠로 합산하는 데 사용될 수 있다. 이는 대부분의 합산 방법이 그란디 급수에 할당하는 값의 제곱이며, 이는 두 개의 그란디 급수의 코시 곱으로 볼 수 있기 때문에 합리적이다.

## 같이 보기
- 1 − 1 + 2 − 6 + 24 − 120 + ⋯
- 1 + 1 + 1 + 1 + ⋯
- 1−2+3−4+…
- 1 + 2 + 3 + 4 + ⋯
- 1 + 2 + 4 + 8 + ⋯
- 1 − 2 + 4 − 8 + ⋯
- 라마누잔 합
- 체사로 합
- 톰슨의 램프

## 참고 자료
- Bagni, Giorgio T. (June 2005). 《Infinite Series from History to Mathematics Education》 (PDF). 《International Journal for Mathematics Teaching and Learning》. 2006년 12월 29일에 원본 문서 (PDF)에서 보존된 문서.
- Davis, Harry F. (May 1989). 《Fourier Series and Orthogonal Functions》. Dover. ISBN 978-0-486-65973-2.
- Devlin, Keith (1994). 《Mathematics, the science of patterns: the search for order in life, mind, and the universe》. Scientific American Library. ISBN 978-0-7167-6022-1.
- Kline, Morris (November 1983). 《Euler and Infinite Series》. 《Mathematics Magazine》 56. 307–314쪽. CiteSeerX 10.1.1.639.6923. doi:10.2307/2690371. JSTOR 2690371.
- Knopp, Konrad (1990). 《Theory and Application of Infinite Series》. Dover. ISBN 978-0-486-66165-0.
- Hobson, E. W. (1907). 《The theory of functions of a real variable and the theory of Fourier's series》. 케임브리지 대학교 출판부. section 331. ISBN 978-1-4181-8651-7.
- Lehmann, Joel (1995). 〈Converging Concepts of Series: Learning from History〉.   Swetz, Frank; Fauvel, John; Bekken, Otto; Johansson, Bengt; Katz, Victor. 《Learn from the Masters!》 (PDF). Mathematical Association of America. 161–180쪽.
- Protter, Murray H.; Morrey, Charles B. Jr. (1991). 《A First Course in Real Analysis》. Undergraduate Texts in Mathematics. Springer. 249쪽. ISBN 978-0-387-97437-8.
- Sierpińska, Anna (November 1987). 《Humanities students and epistemological obstacles related to limits》. 《Educational Studies in Mathematics》 18. 371–396쪽. doi:10.1007/BF00240986. JSTOR 3482354. S2CID 144880659.
- Whittaker, E. T.; Watson, G. N. (1962). 《A Course of Modern Analysis》 4, reprint판. 케임브리지 대학교 출판부. § 2.1.